# Plaza 25 de Mayo (Corrientes)

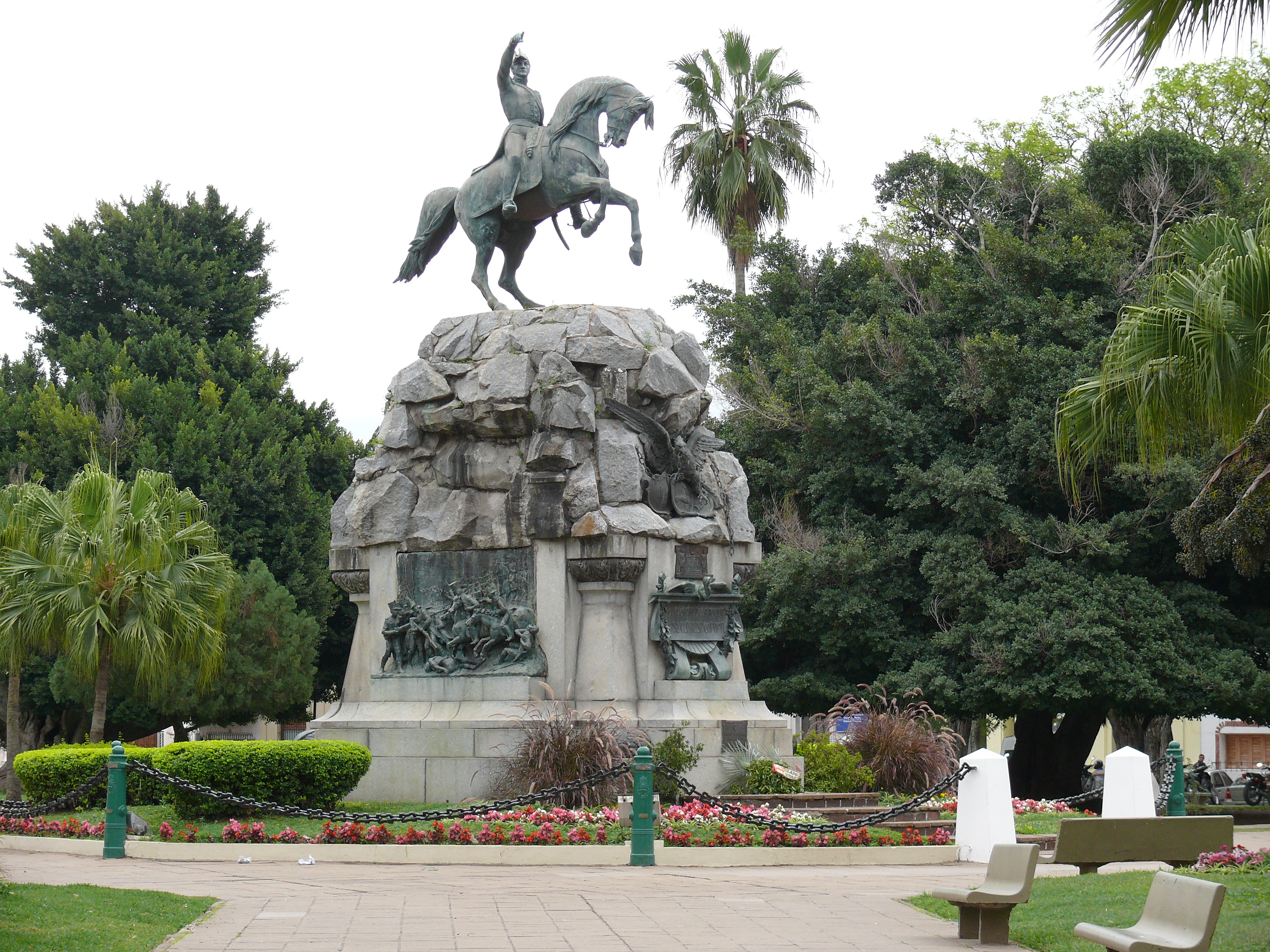
Monumento del Gral. San Martín, central de la plaza de Mayo.

La plaza 25 de Mayo está ubicada en la ciudad de Corrientes, Argentina. Es la plaza principal de esta ciudad, capital de la Provincia de Corrientes. El nombre alude al 25 de mayo de 1810, fecha cúlmine de la Revolución de Mayo, en la que se instauró el primer gobierno patrio de la República Argentina.

## Descripción
La no bajada de la calle Buenos Aires, estaba entre las calles Plácido Martínez y Fray José de la Quintana, pero la sacaron , conserva un perfil urbano homogéneo, constituido por ejemplos de arquitectura de los siglos XIX y XX, con miradores, rejas y patios característicos de las ciudades litoraleñas. Esta condición se verifica en las edificaciones de la calle Salta, entre calles 25 de Mayo y Carlos Pellegrini. 
El conjunto urbano forma parte del casco fundacional de la ciudad, trazado de acuerdo a los criterios de las Leyes de Indias. Está conformado por la antigua plaza de Armas, que originariamente fue una plaza seca vinculada con los accesos a la ciudad y el puerto. En su entorno se situaron los principales edificios públicos: el cabildo, la catedral y posteriormente la Casa de Gobierno de Corrientes, realizada por el ingeniero Juan Col entre 1881 y 1886, e inspirada en la arquitectura renacentista italiana; el Ministerio de Gobierno, representativo del estilo italianizante; la Legislatura Provincial, de 1905. Sobre la calle 25 de Mayo, la iglesia y convento de la Merced, de 1728, se conservan confesionarios del siglo XVIII, tallados por aborígenes en madera de cedro; la casa de los Bedoya, de 1924, sede del Rectorado de la Universidad Nacional del Nordeste desde 1957, y uno de los últimos edificios del academicismo francés; el Ministerio de Hacienda y Finanzas, construido por el Ministerio de Obras y Servicios Públicos, con influencias del estilo neocolonial. Sobre la calle Buenos Aires, la Escuela Sarmiento, construida hacia 1895 por Col, es una de las dos primeras escuelas públicas de la provincia.
Sobre la calle Quintana, el edificio de la Jefatura de Policía, de 1905, con mansardas de tejuelas de latón, ocupa el solar del antiguo cabildo, y el actual Museo de Artesanías, que funciona en una típica casa colonial construida en 1806.
El conjunto urbano formado por la plaza 25 de Mayo, entre las calles Buenos Aires y Salta y entre Carlos Pellegrini y 25 de Mayo, es considerado Monumento Histórico Nacional según el Decreto 325/1989.

## Galería de imágenes

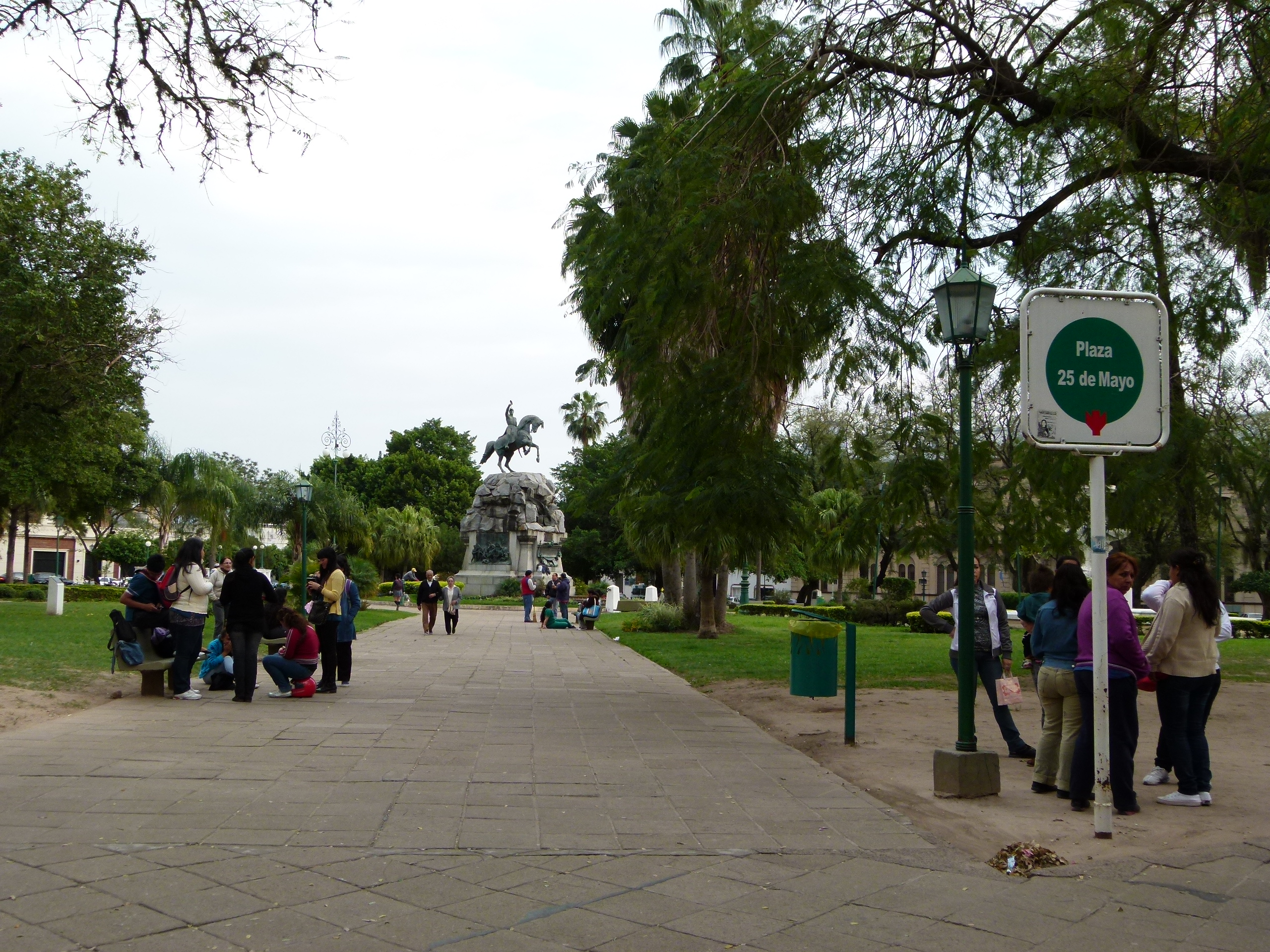
Plaza 25 de Mayo.
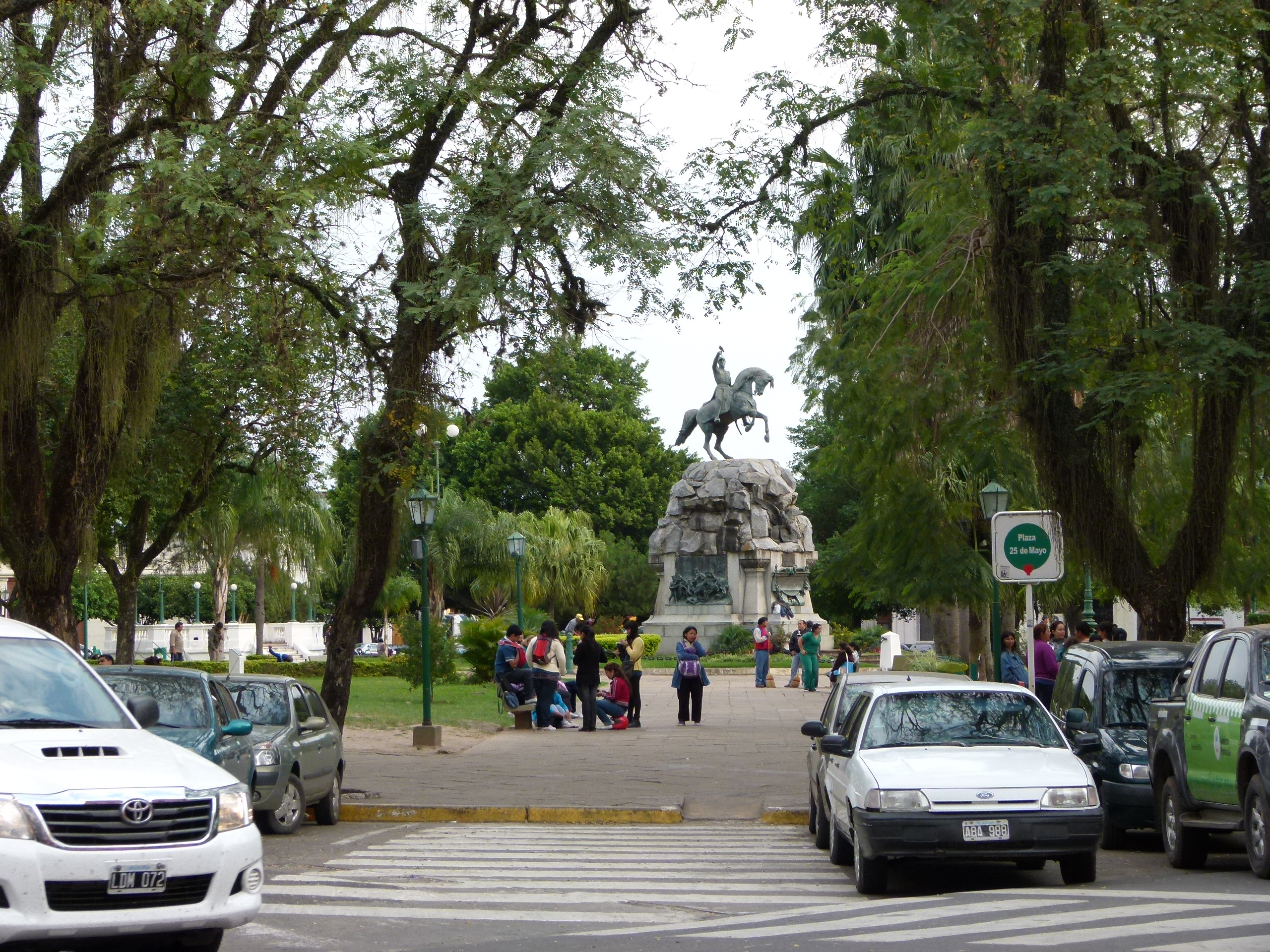
Plaza 25 de Mayo.
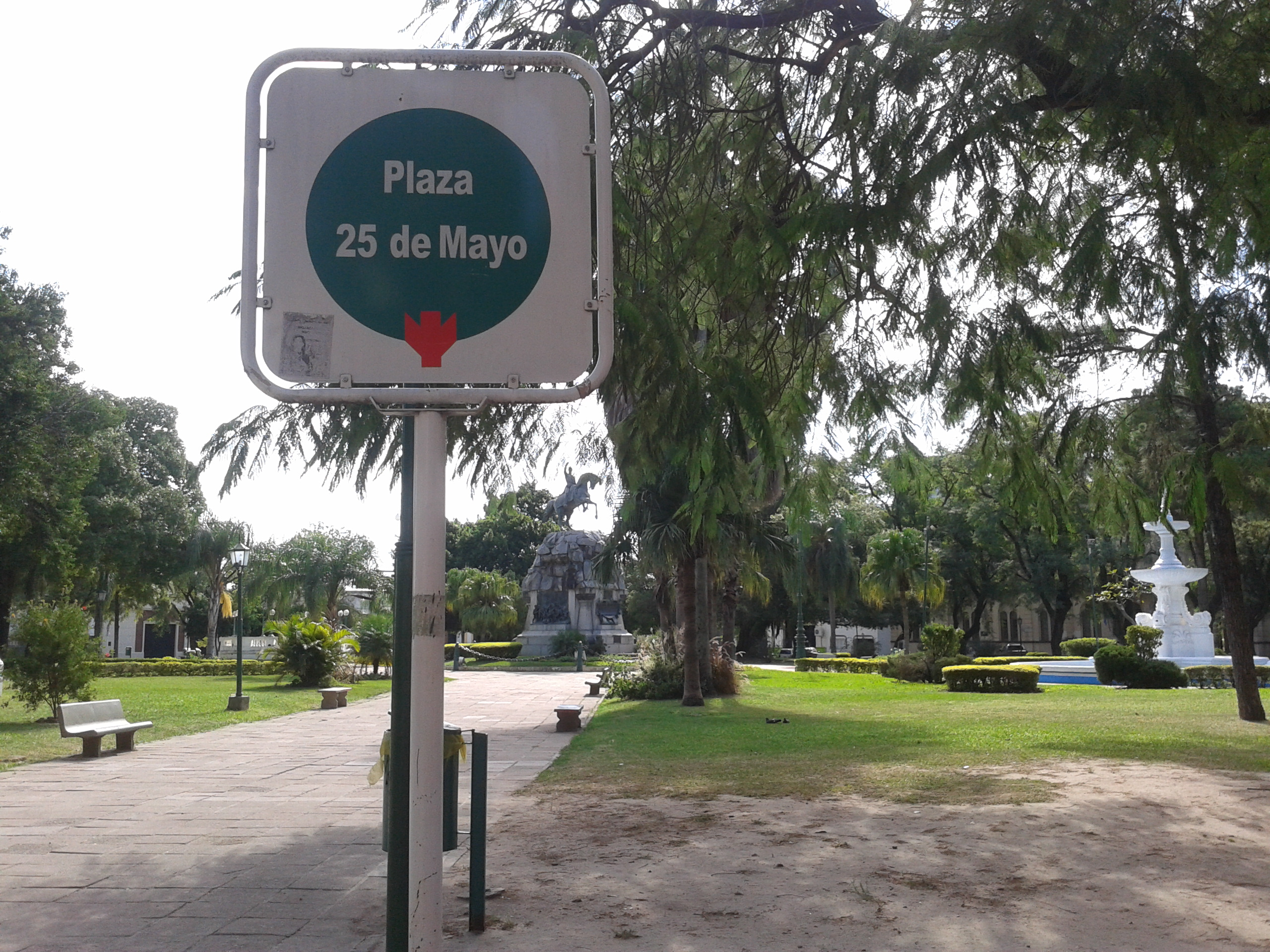
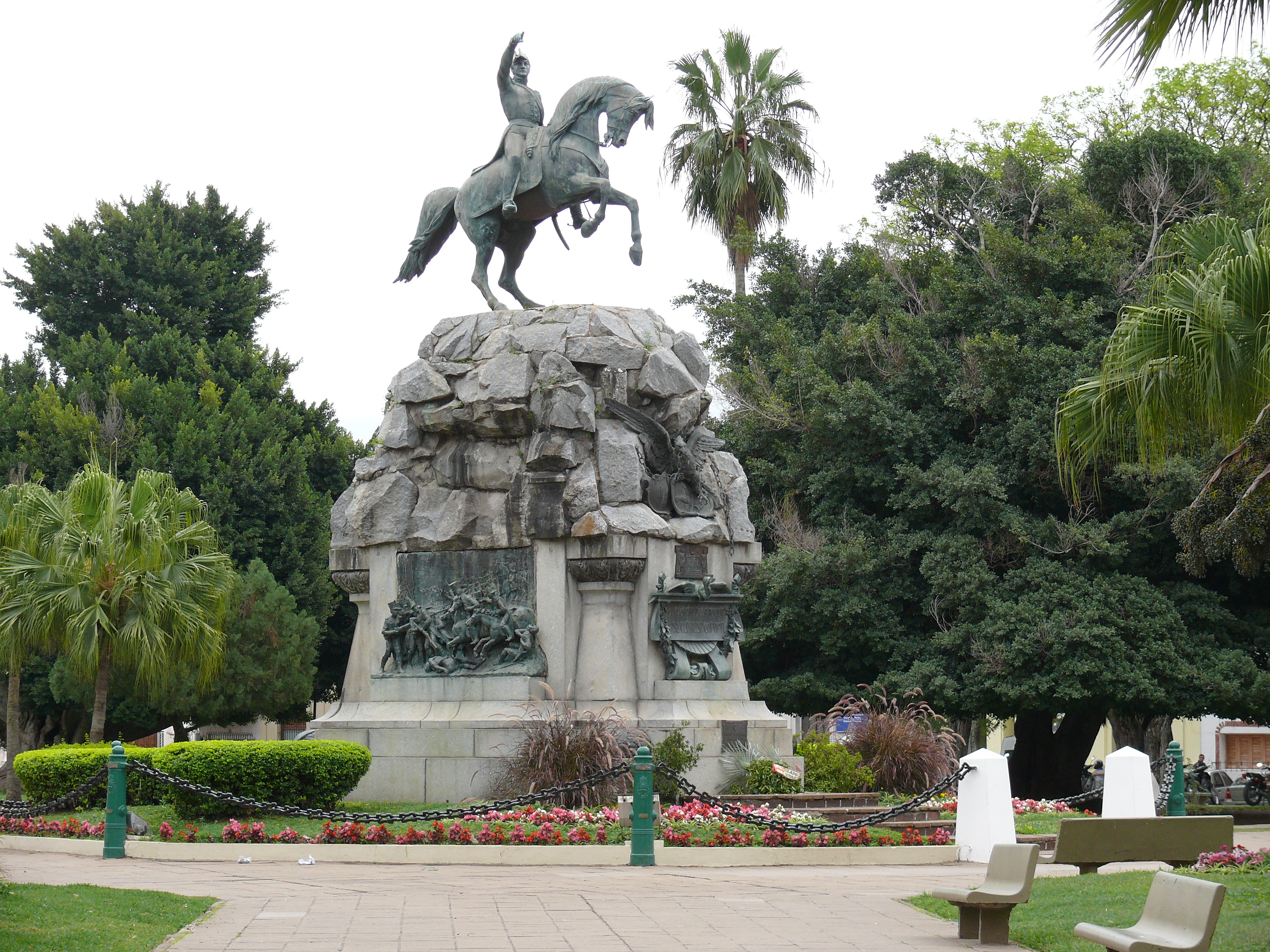
Monumento al Gral. San Martín.
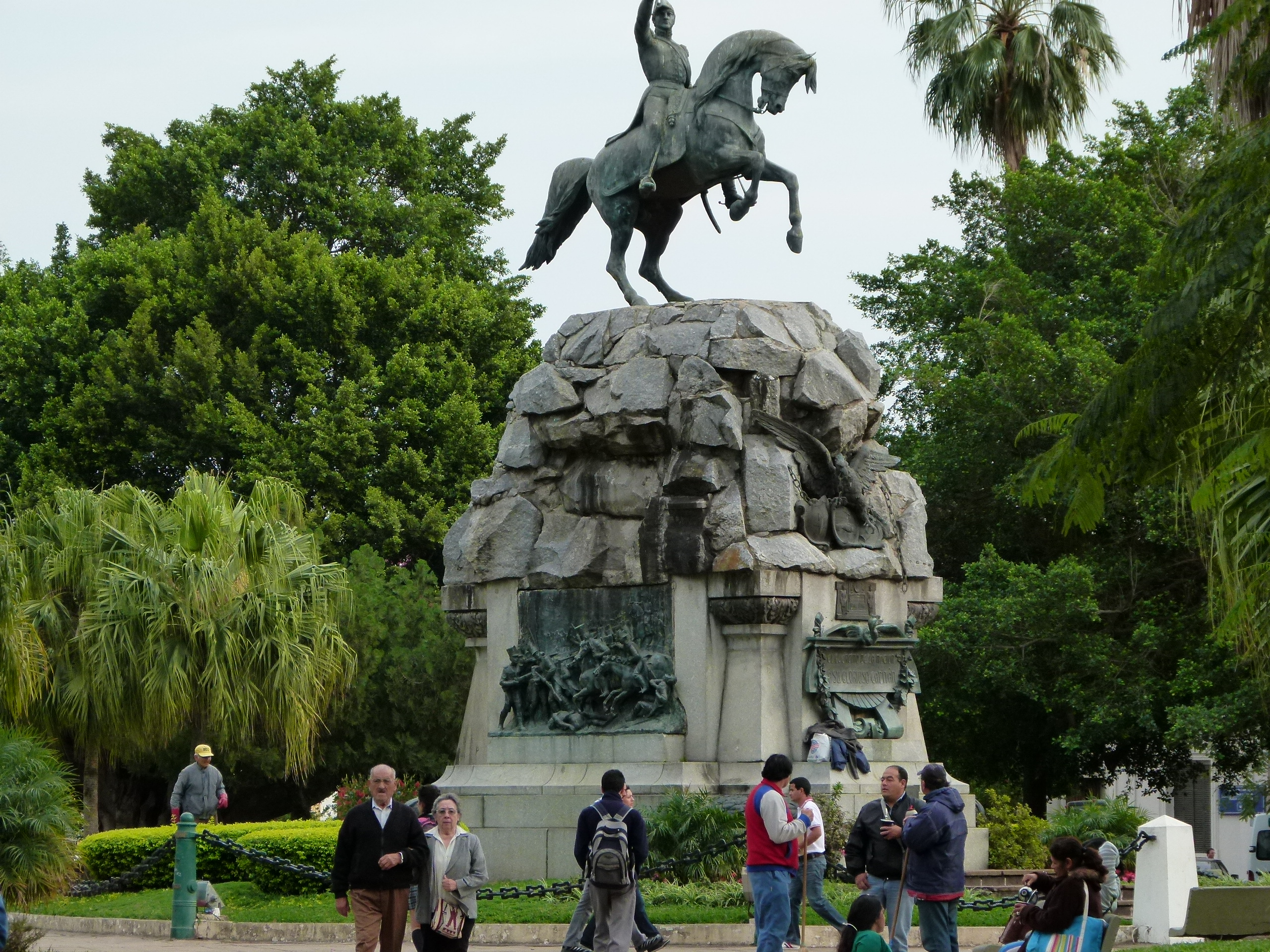
Monumento al Gral. San Martín.
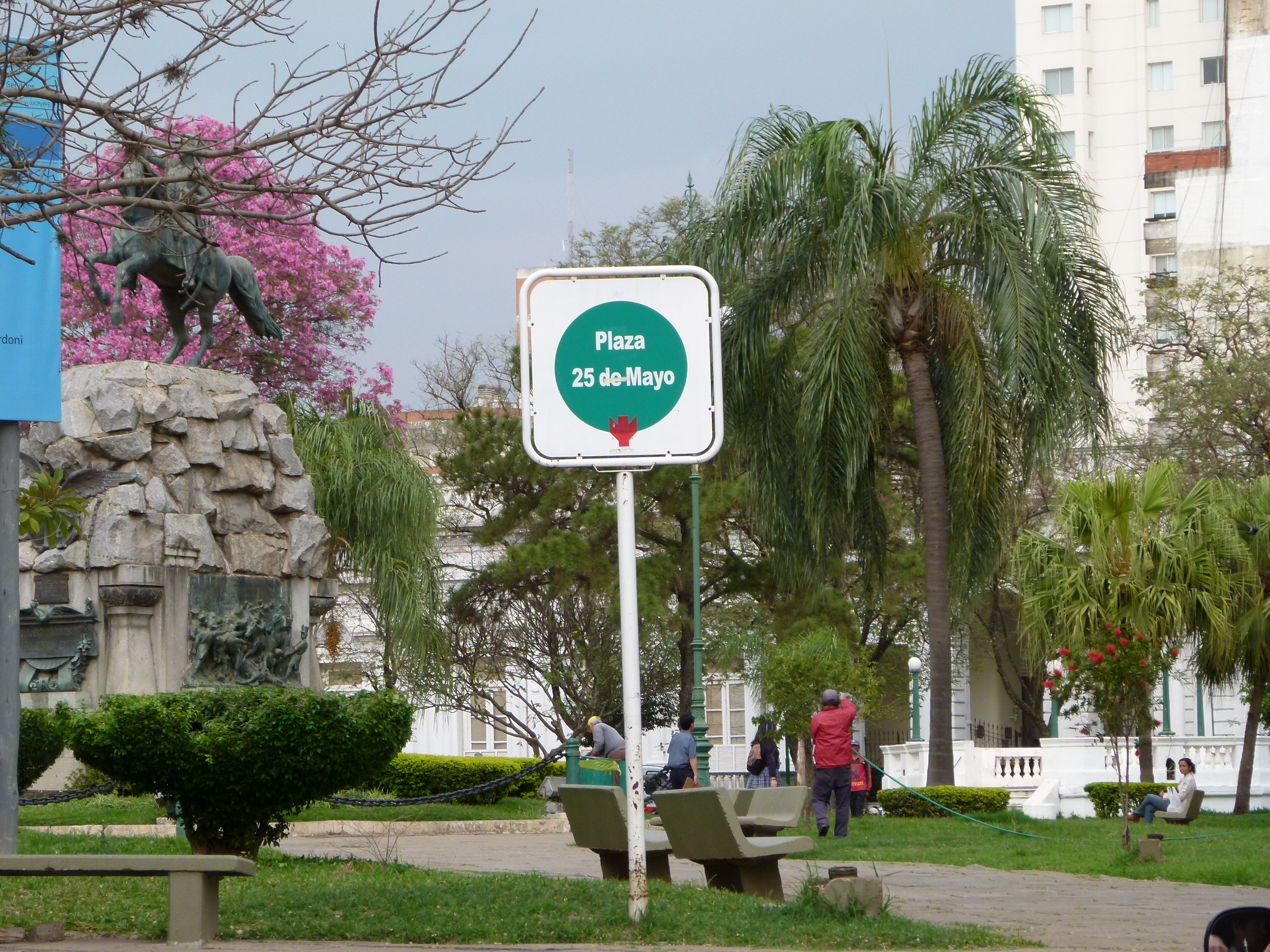
Plaza 25 de Mayo.
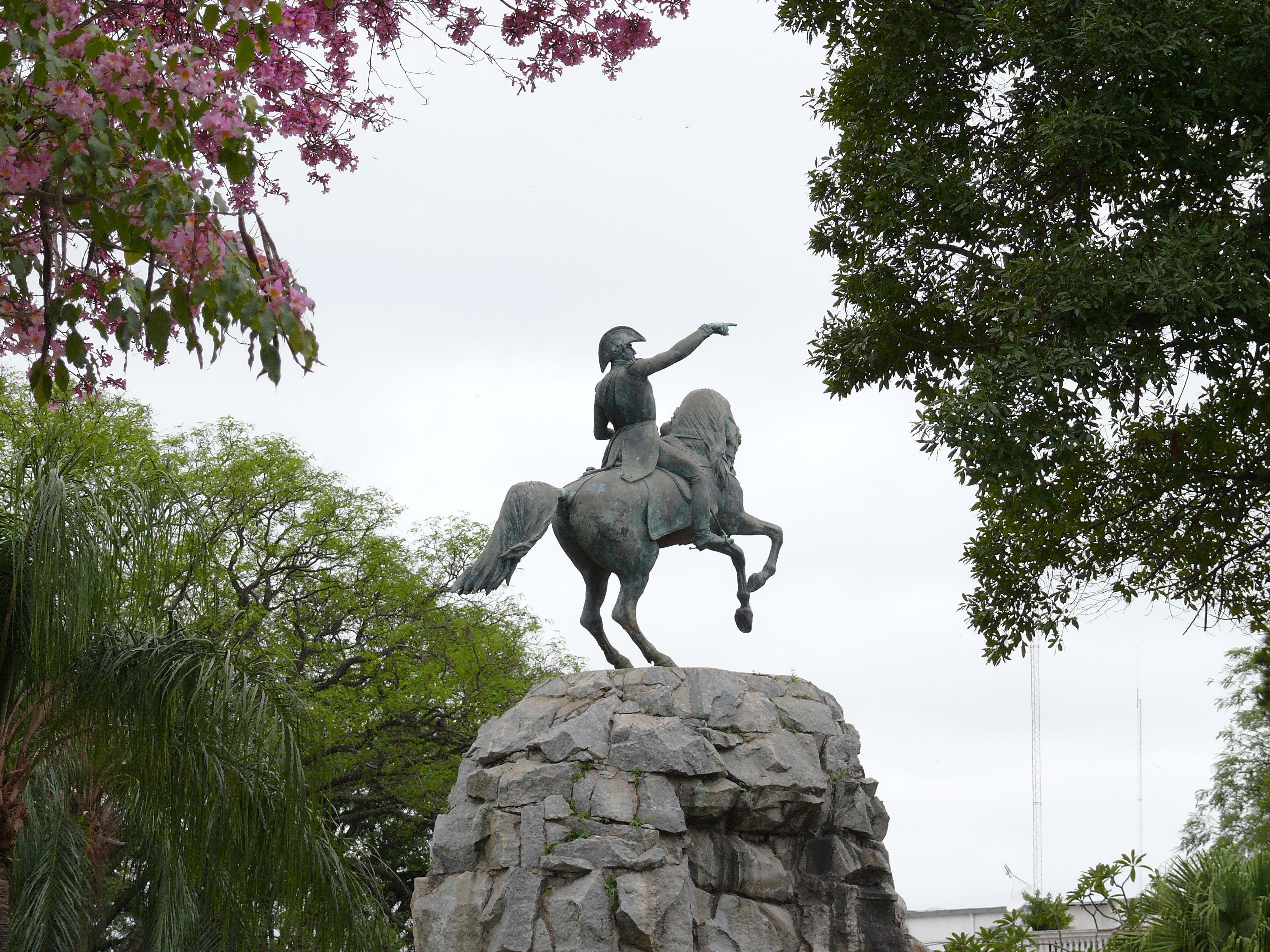
Monumento al Gral. San Martín.
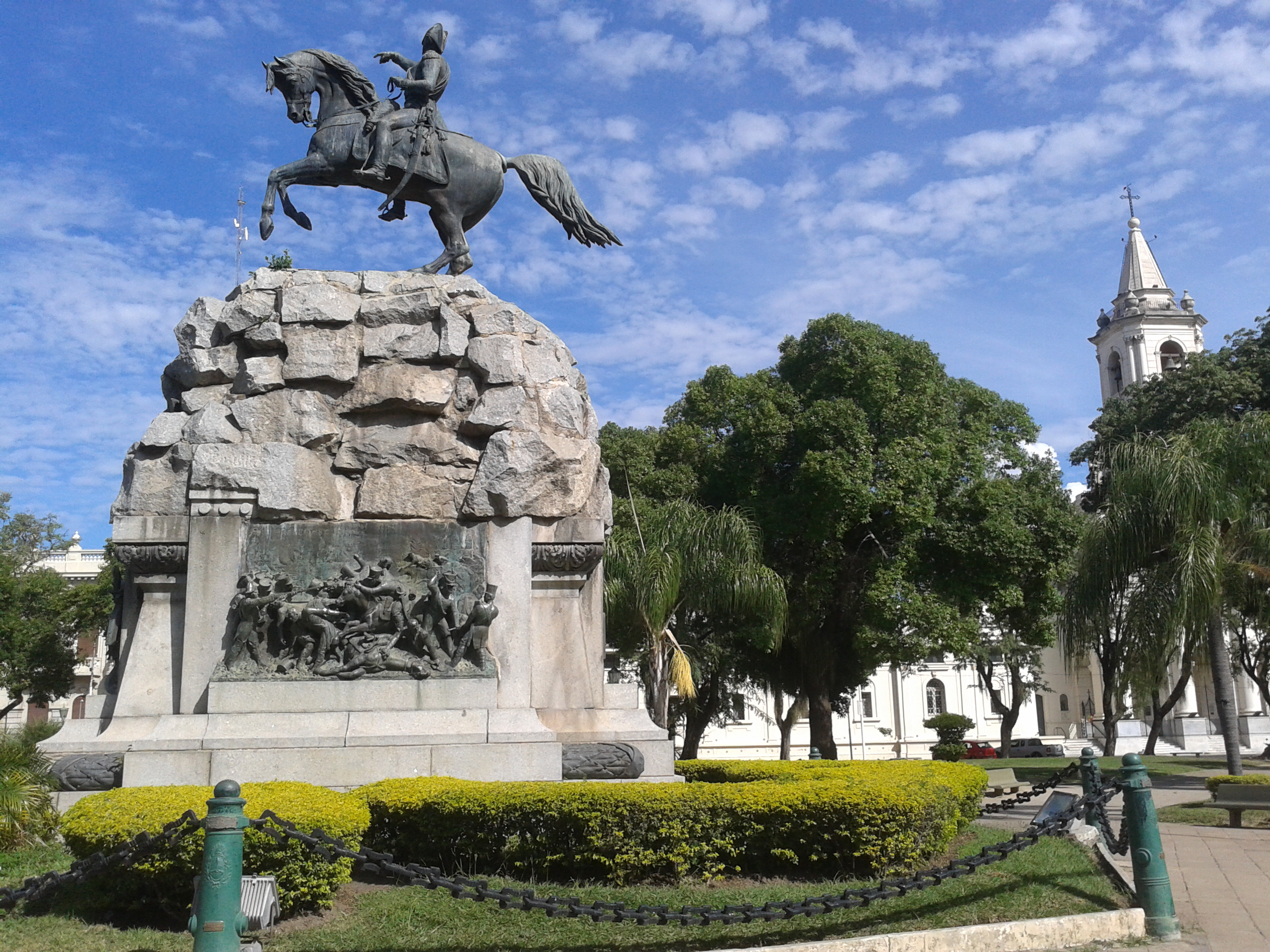
Fuente de agua.
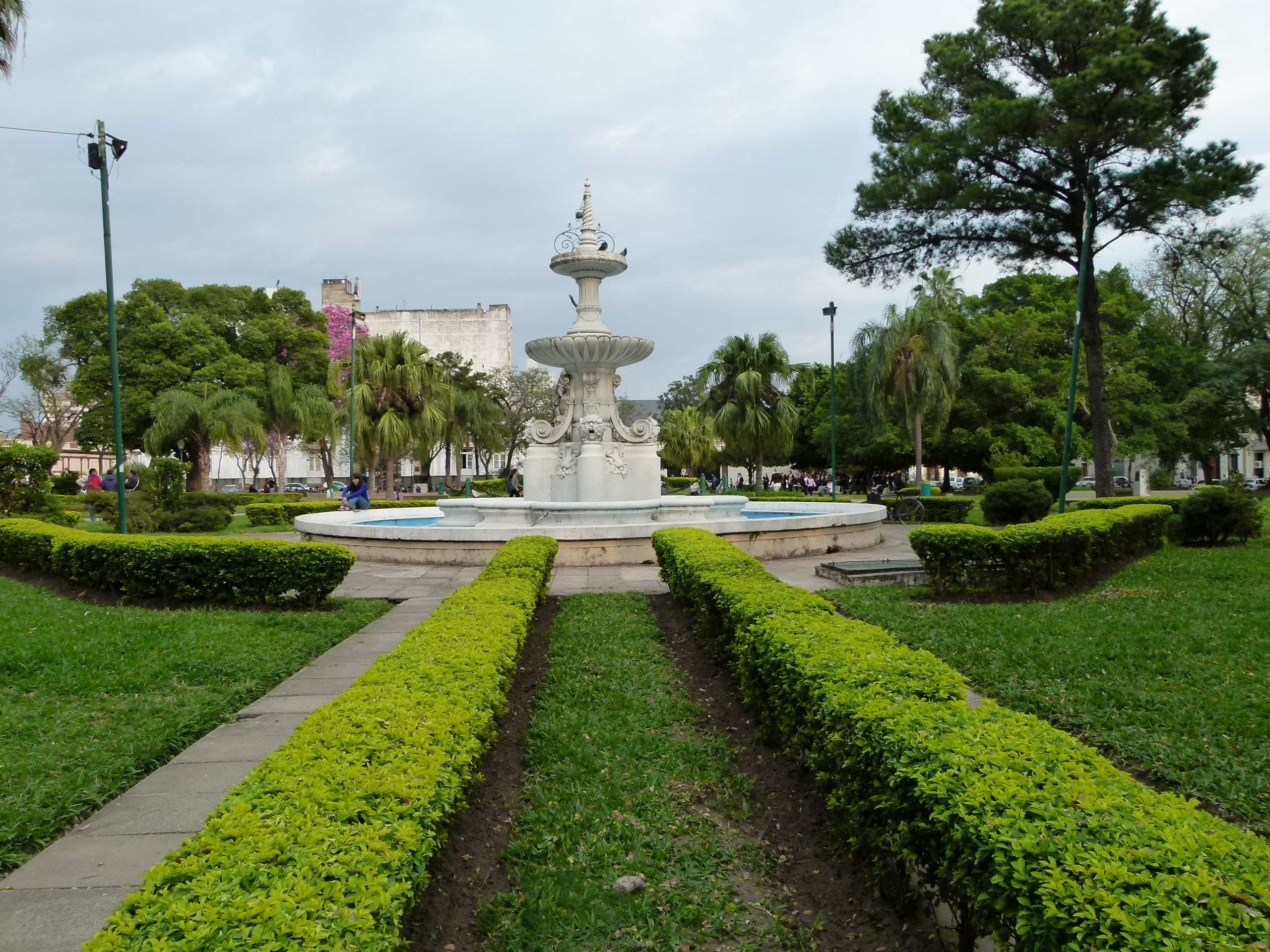
Fuente de agua, Plaza 25 de Mayo, bajada de las calles Buenos Aires y Salta entre Pellegrini y 25 de Mayo.
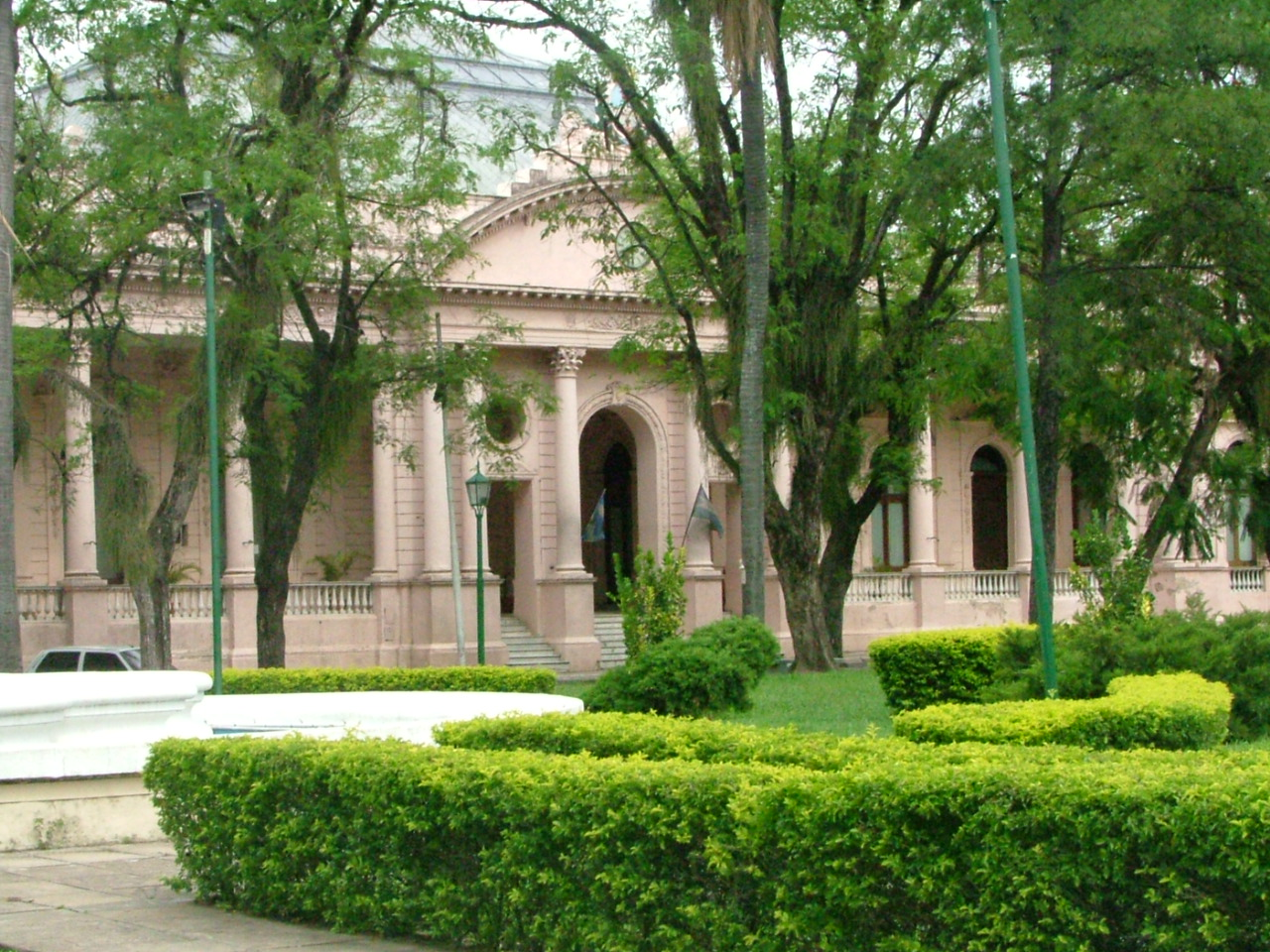
Casa de Gobierno de Corrientes.
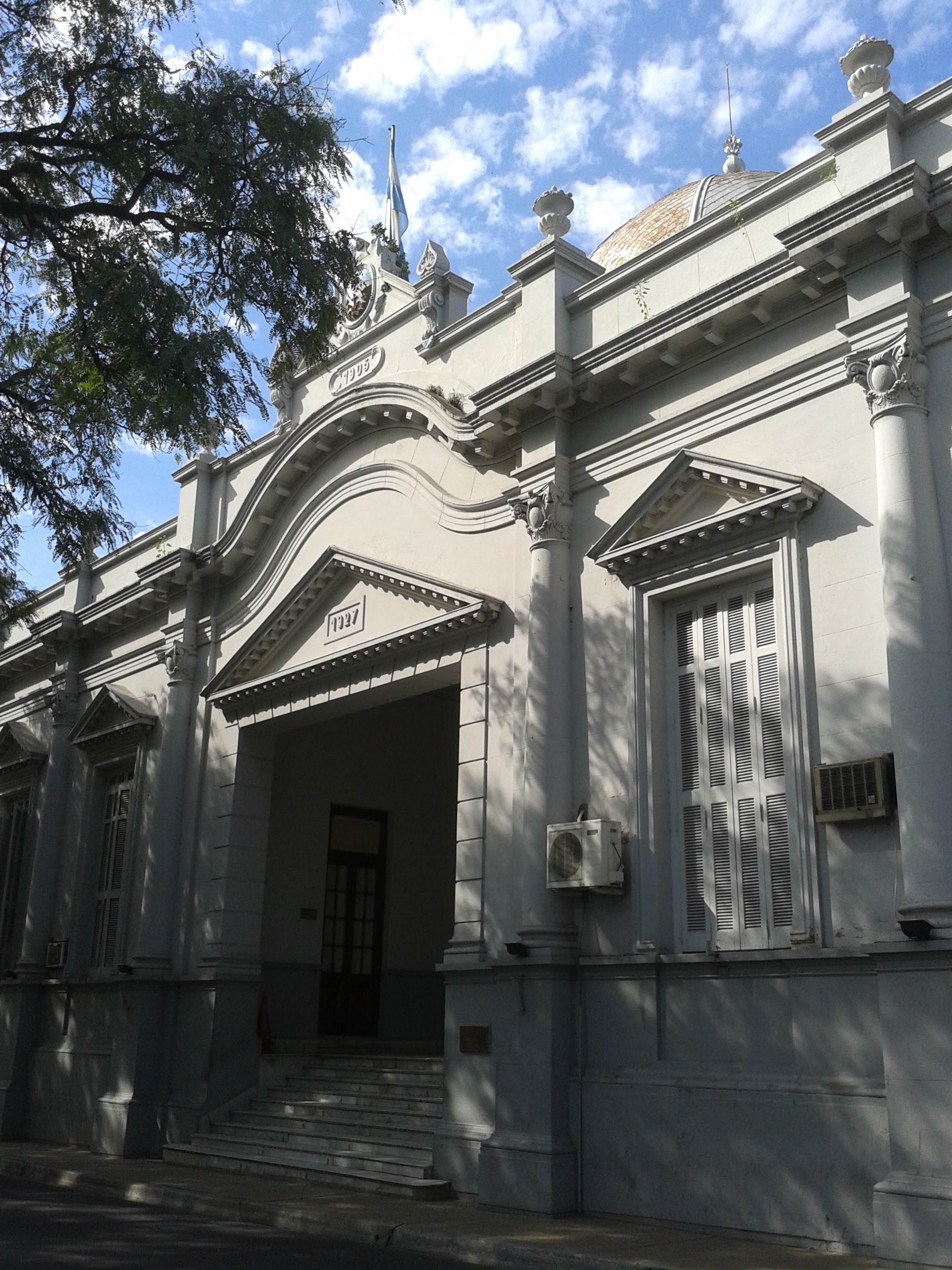
Legislatura de la Provincia de Corrientes.
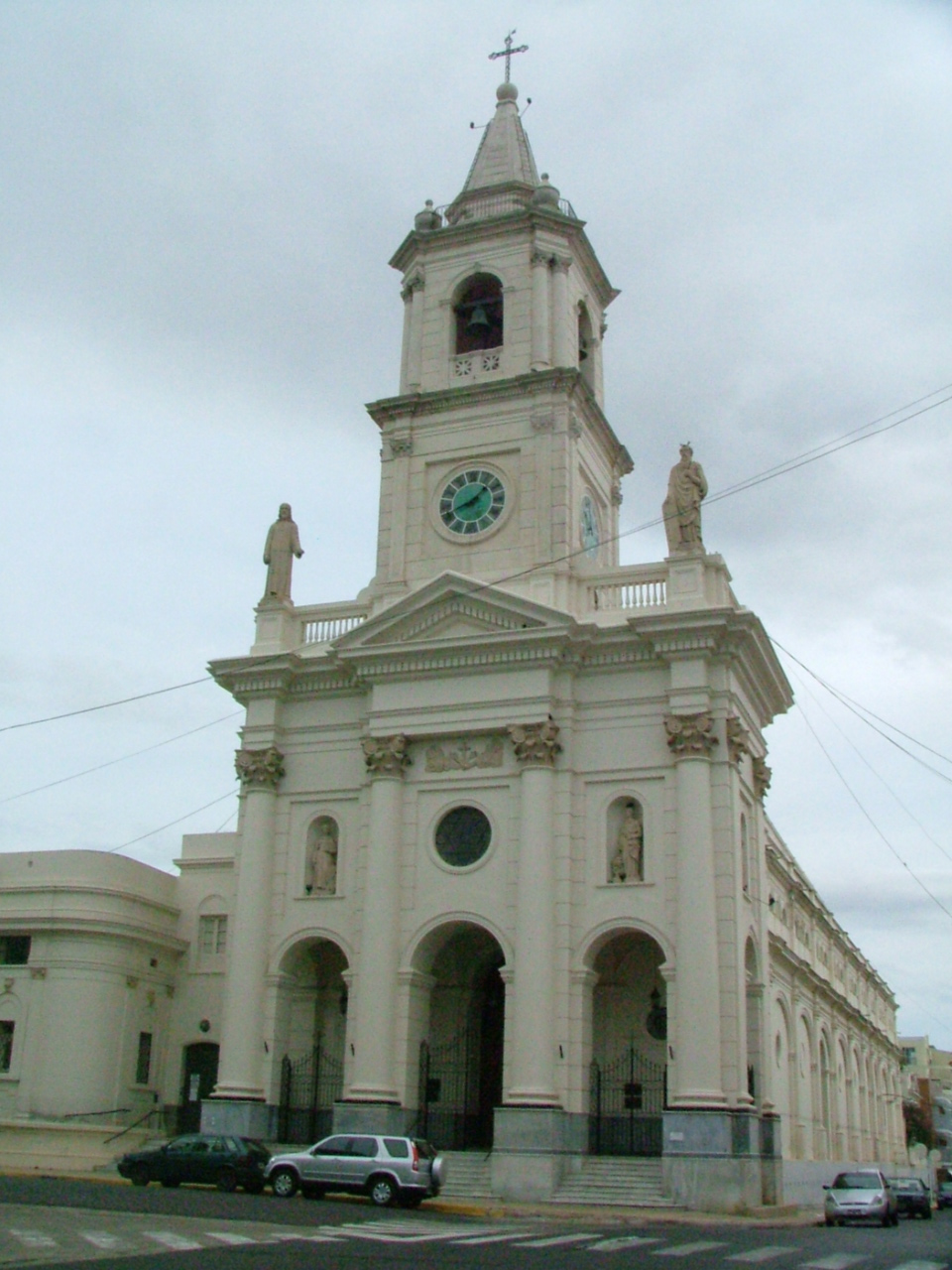
Iglesia de la Merced.
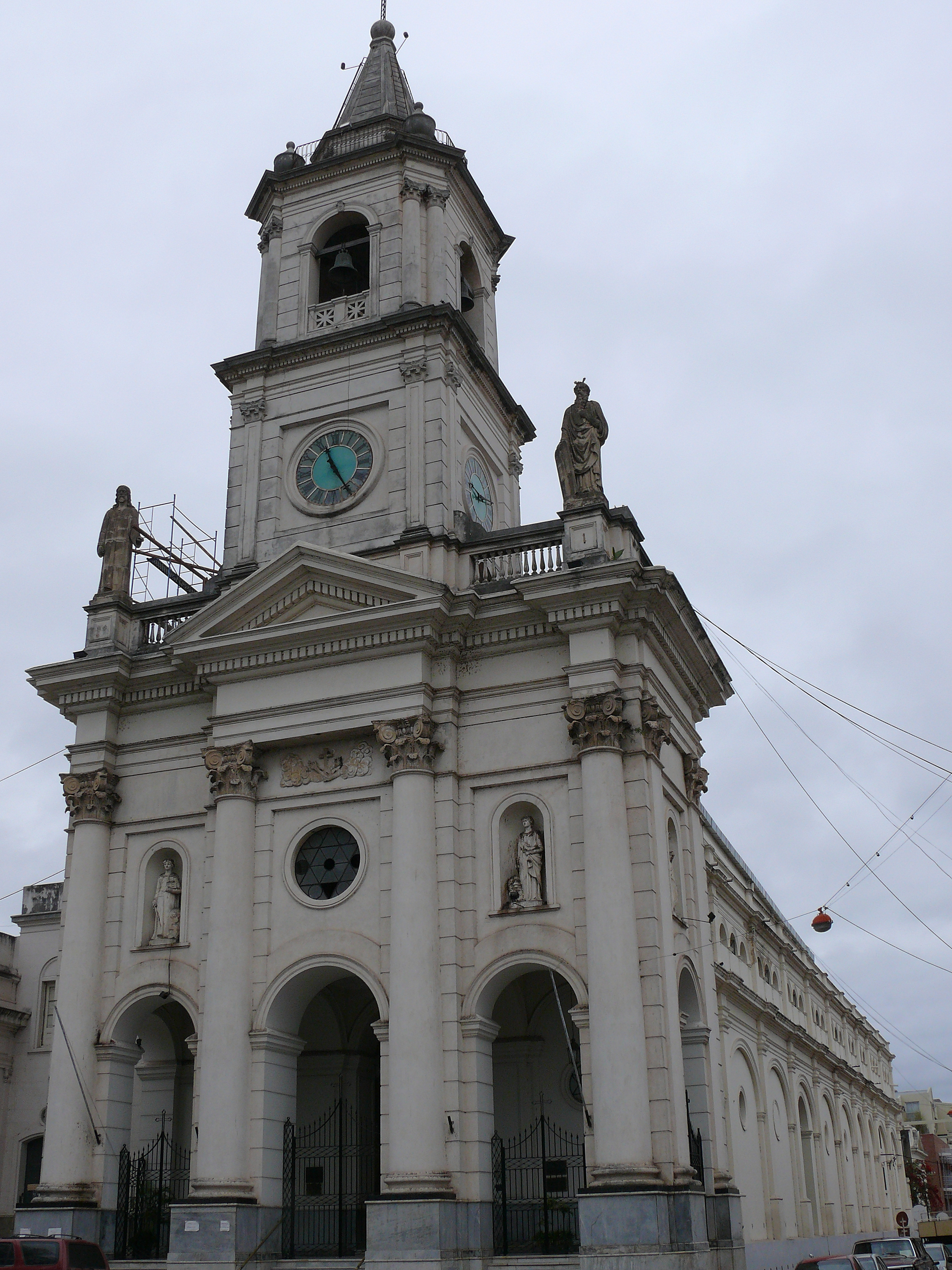
Iglesia de la Merced.
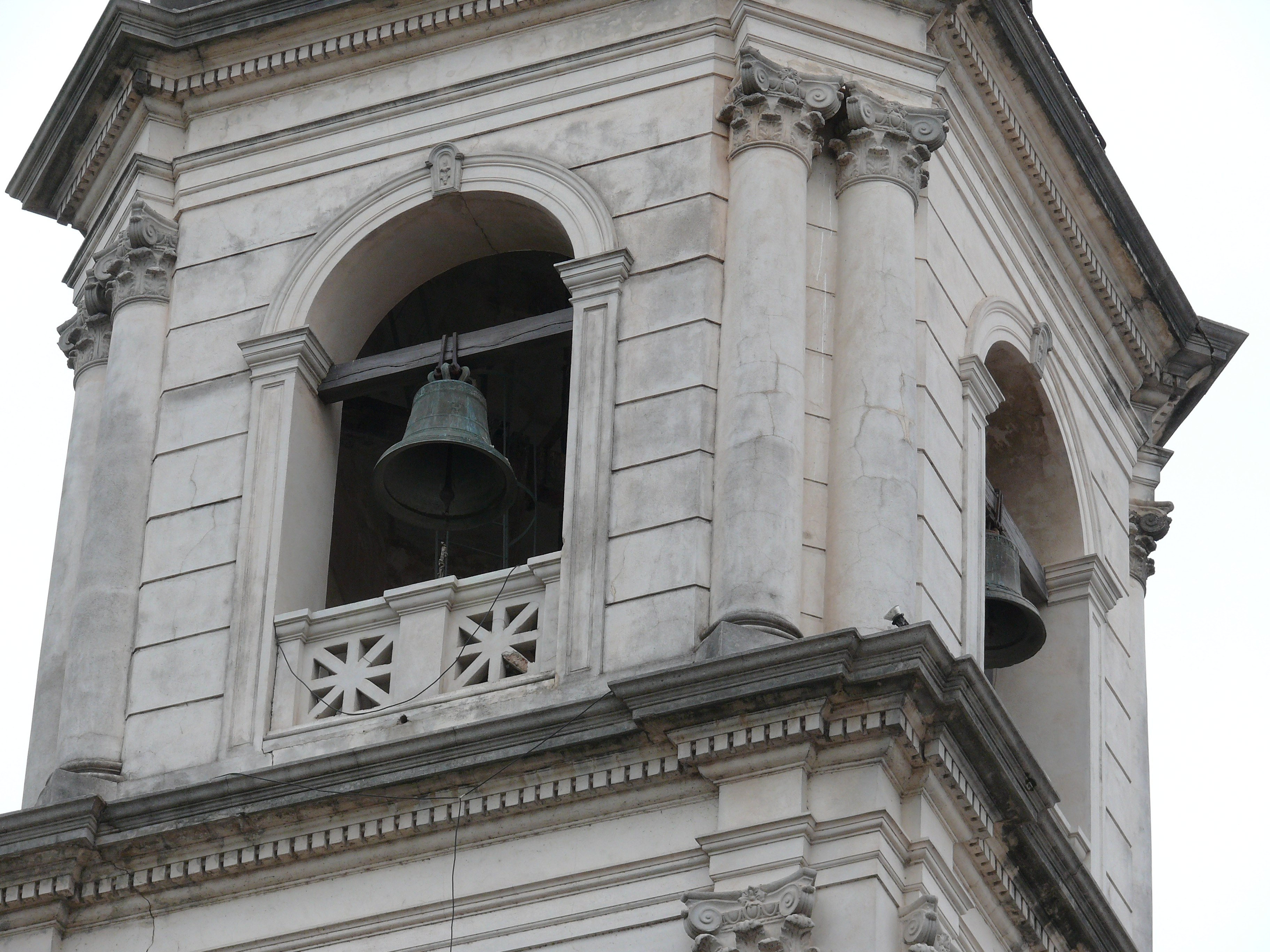
Campanario de la  Iglesia de la Merced.
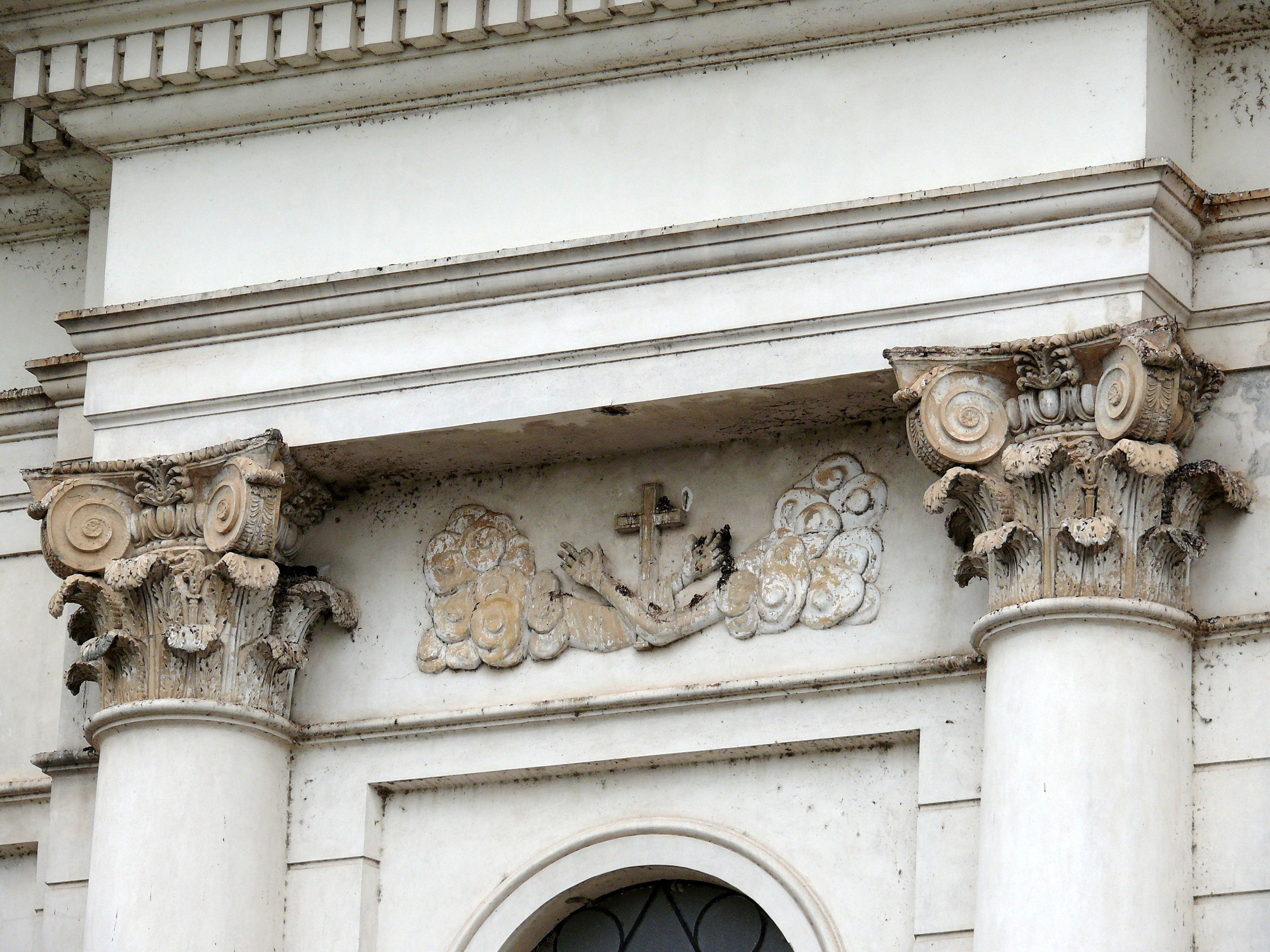
Detalle de la  Iglesia de la Merced.
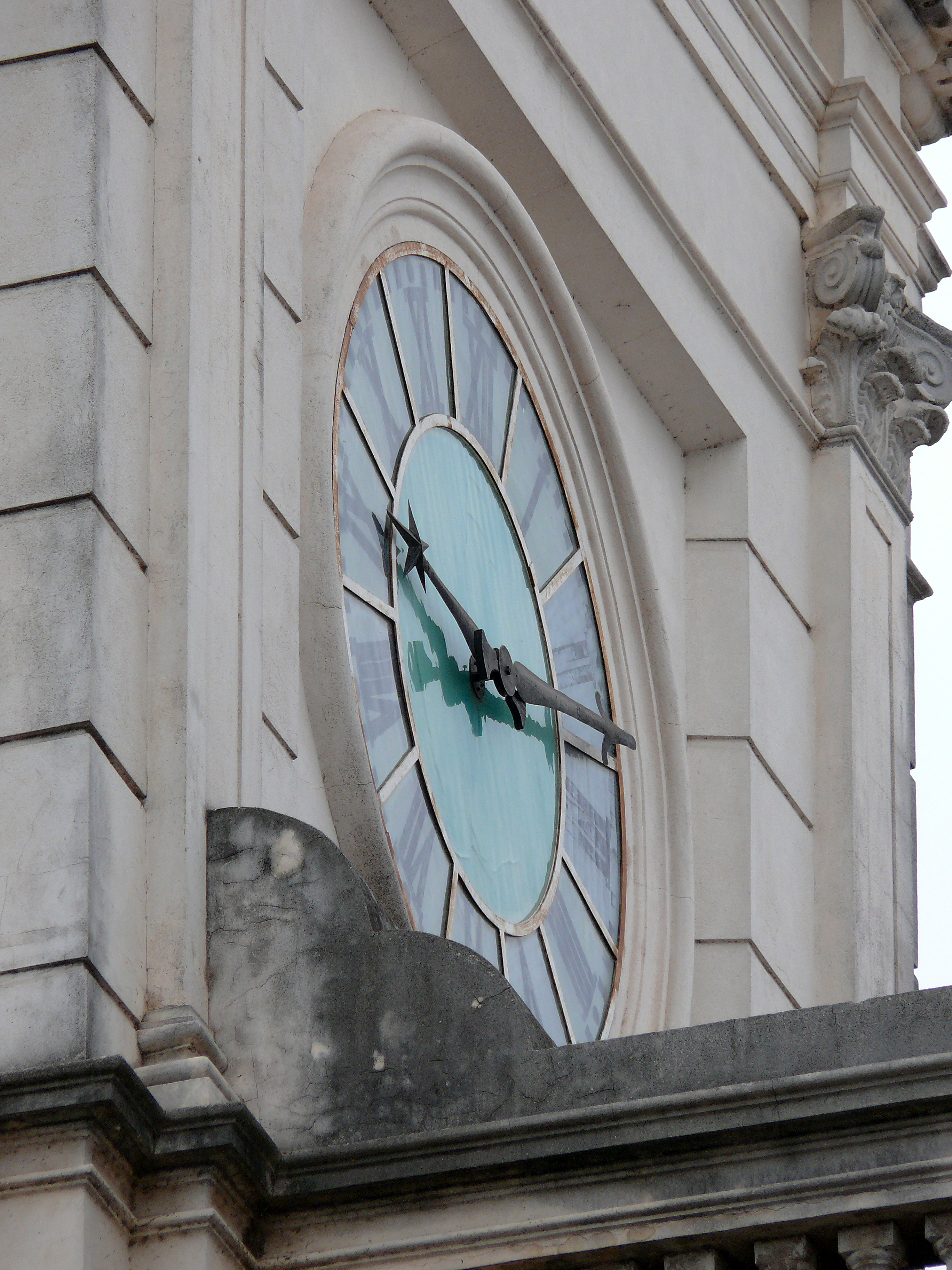
Reloj de la  Iglesia de la Merced.
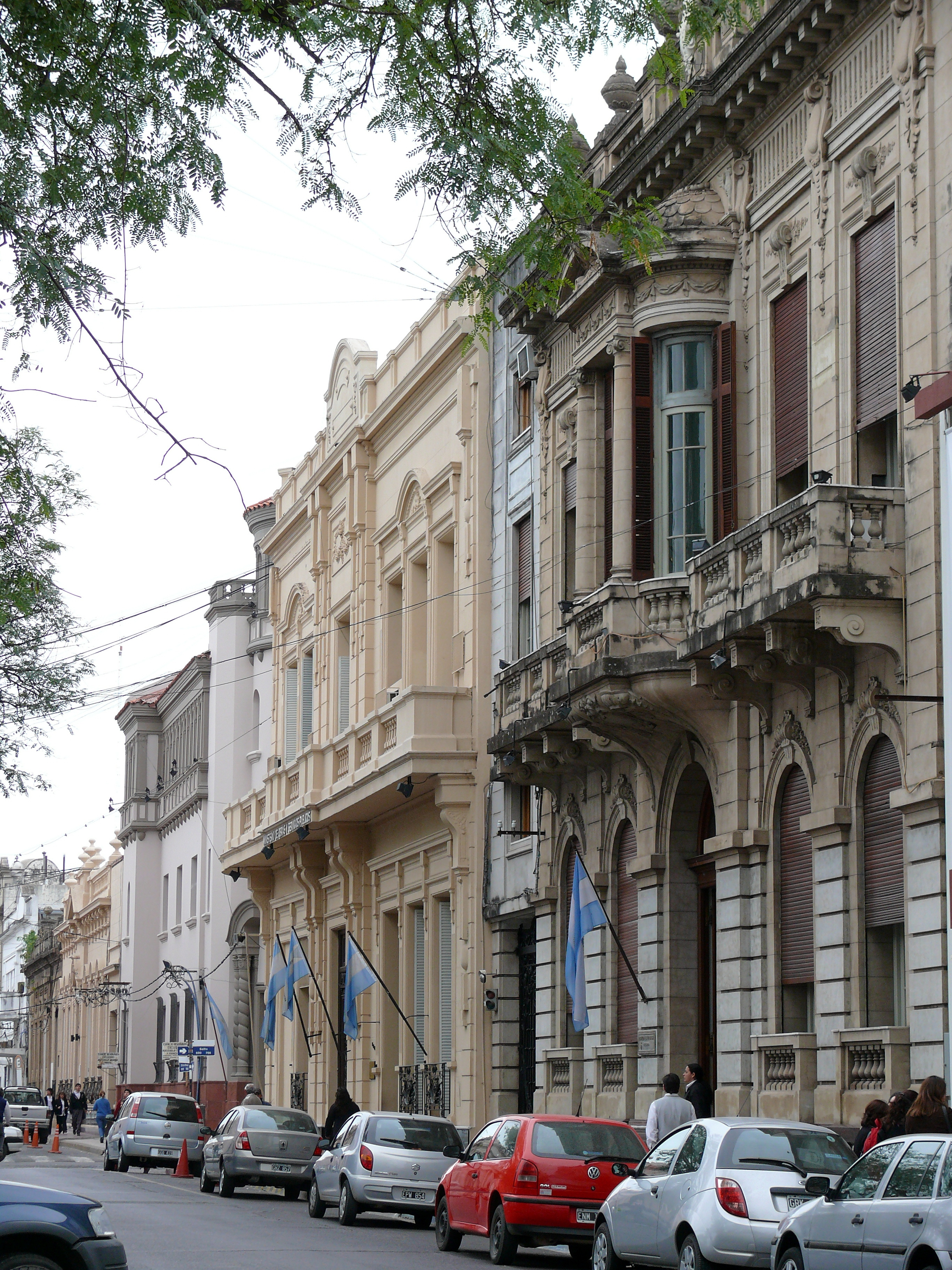
Calle 25 de Mayo frente a plaza homónima.
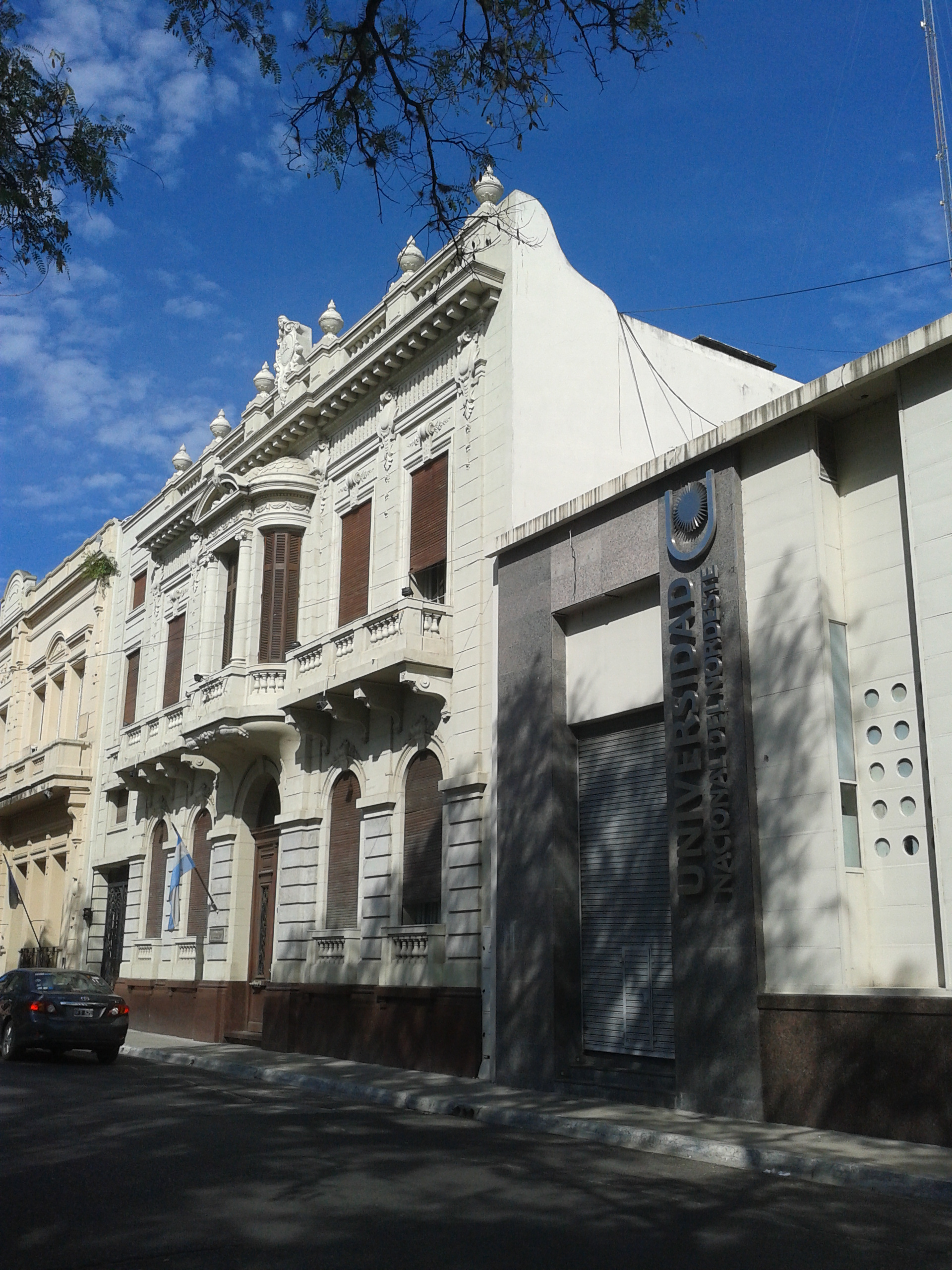
Rectorado de la UNNE.
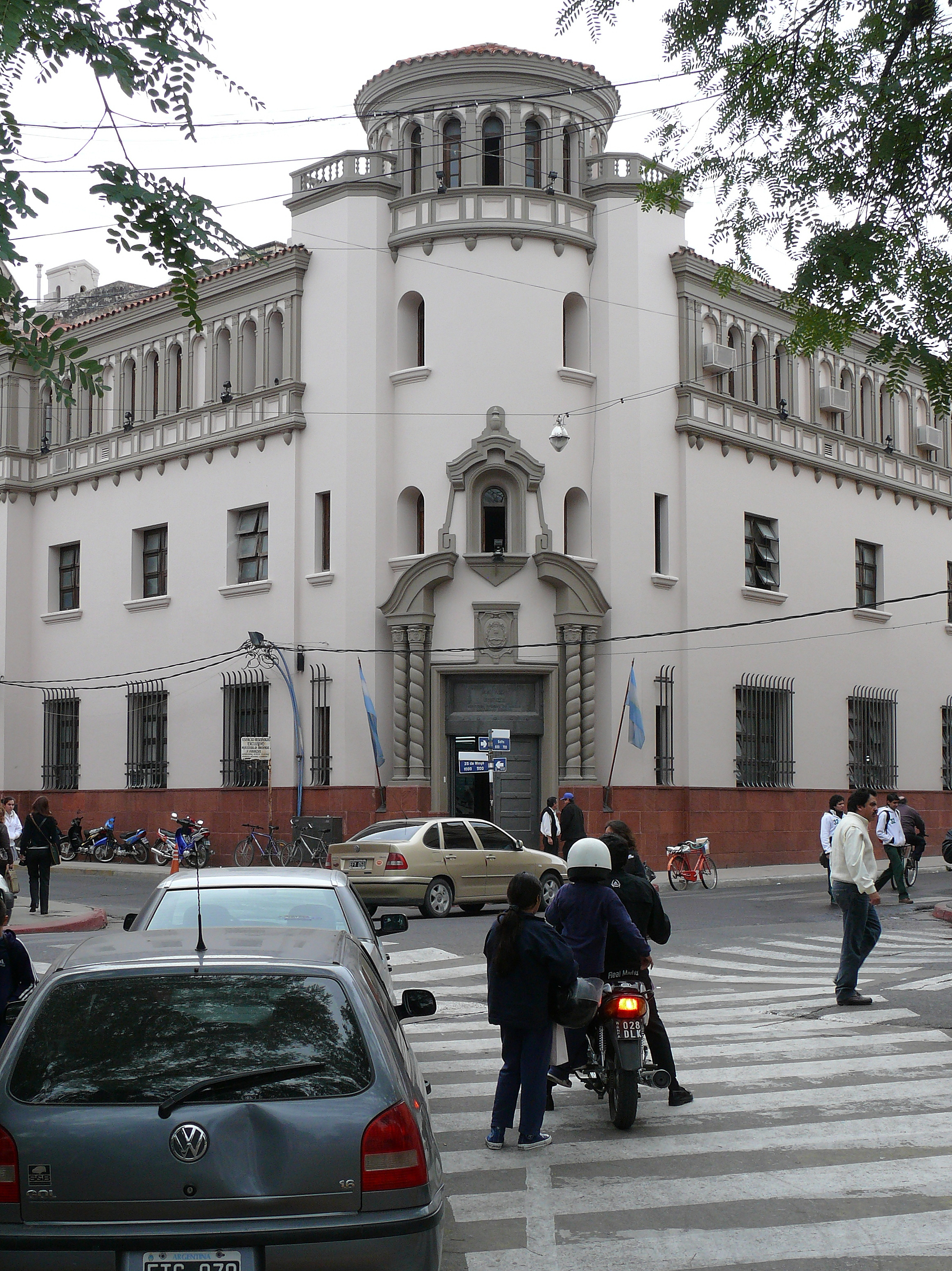
Ministerio de Hacienda, de la Provincia de Corrientes.
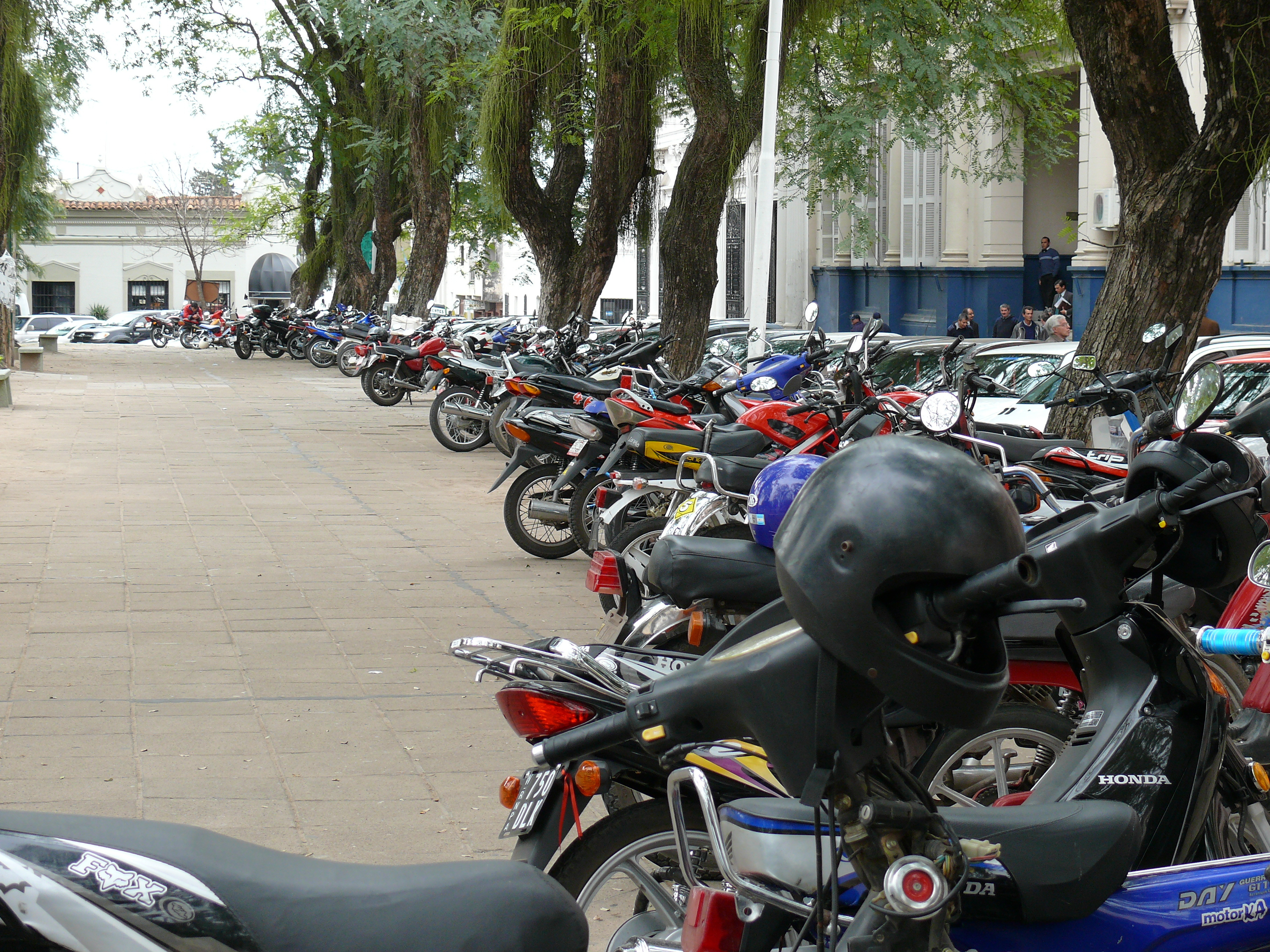
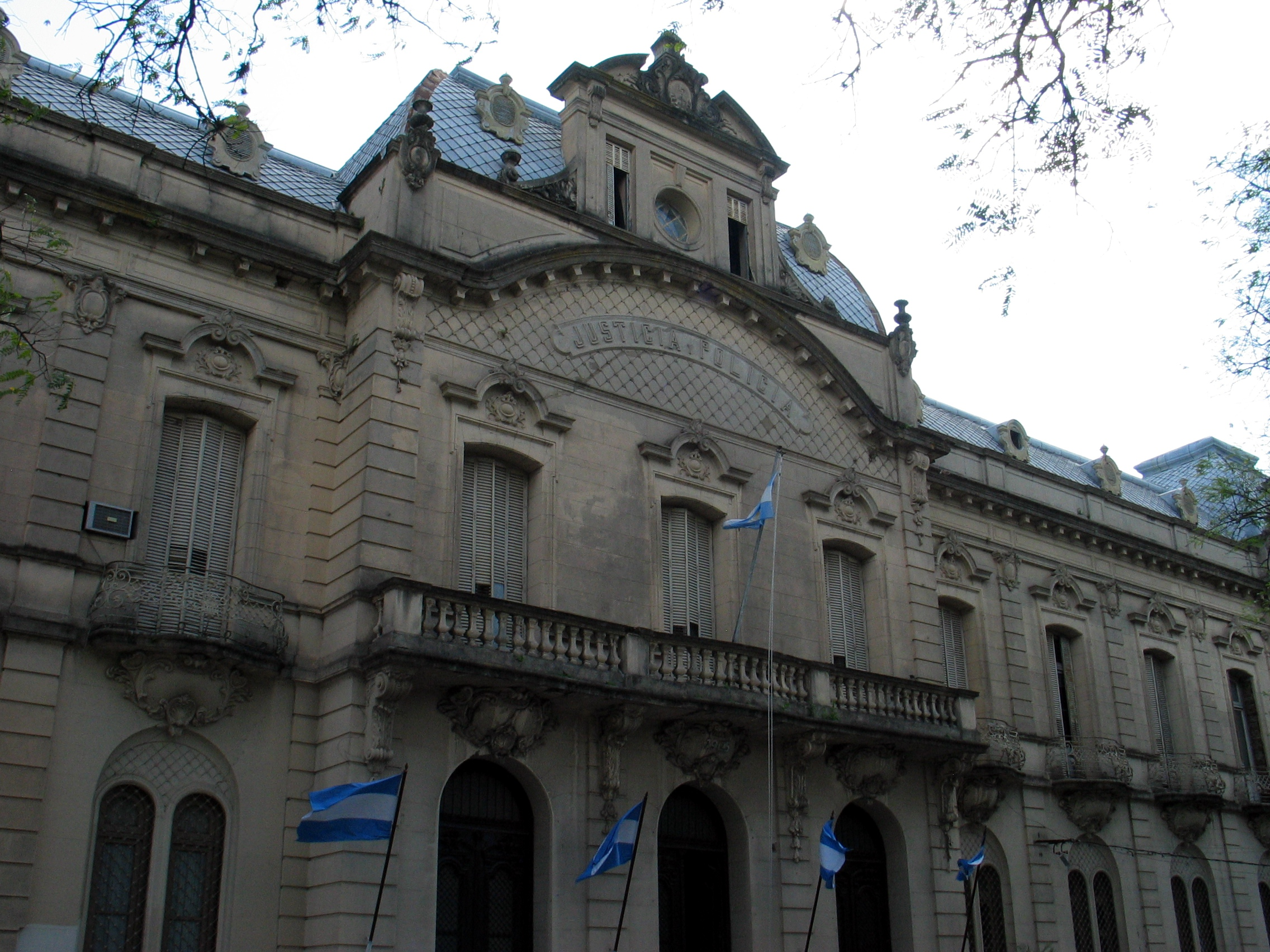
Casa de los Martínez. Actual Jefatura de Policía.
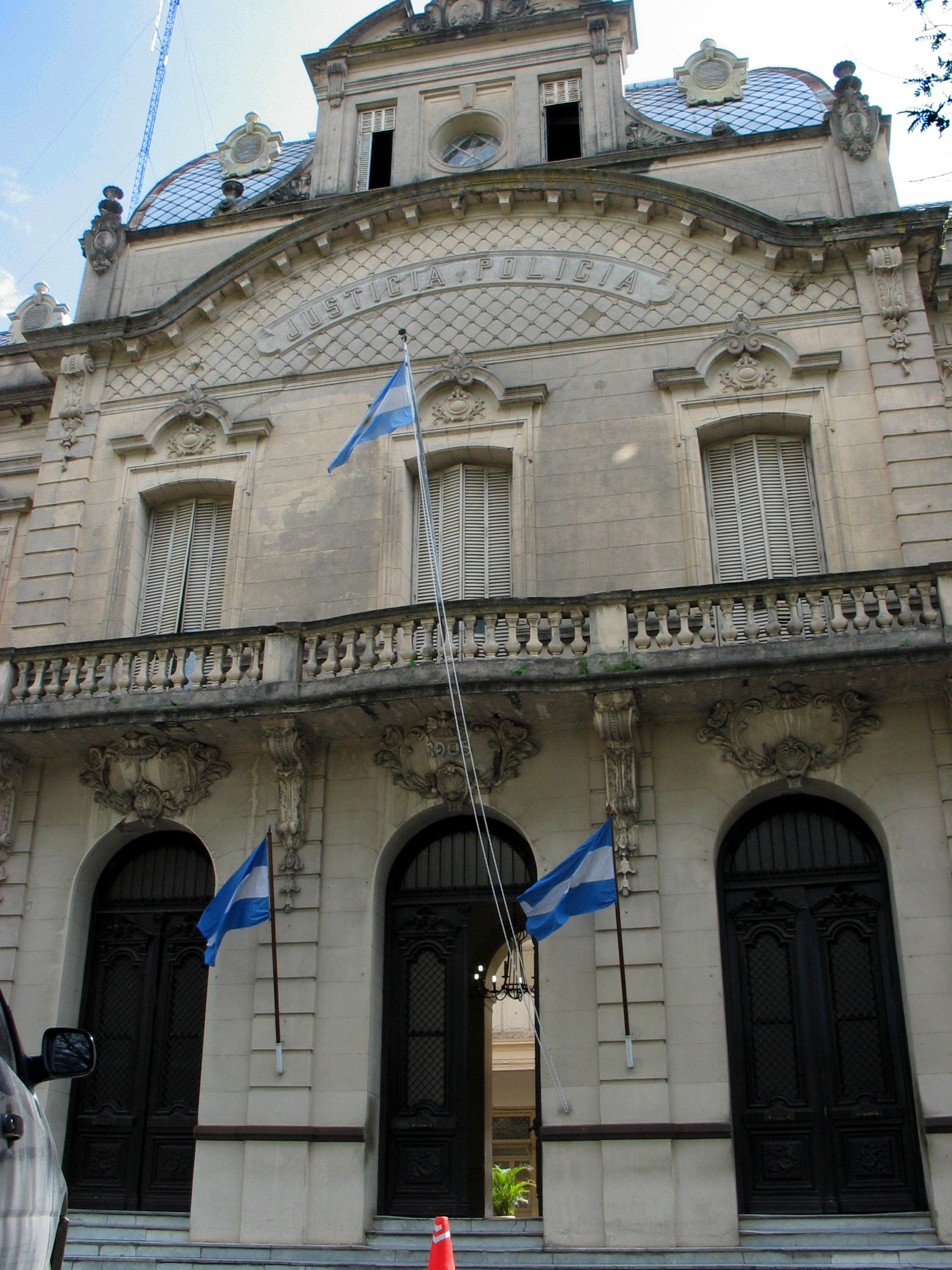
Casa de los Martínez. Actual Jefatura de Policía.